# Diourbel
Diourbel er en by i det vestlige Senegal med 100.445(2007) indbyggere. Byen er hovedstad i regionen af samme navn.